# Ženevska deklaracija
Ženevska deklaracija je listina, ki jo je sprejela Skupščina Svetovnega zdravniškega združenja leta 1948 in spreminjala v letih 1968, 1984, 1994, 2005 in 2006 ter 2017. Je deklaracija o zdravnikovi vdanosti humanitarnim ciljem medicine. Posebno pomembna je bila v začetnih letih, predvsem zaradi zdravniških zločinov, ki so se nedavno od takrat zgodili v nacistični Nemčiji. Ženevska deklaracija je bila mišljena kot revizija Hipokratove prisege, z namenom formulirati moralne resnice, ki bi bile vsebovane in priznane v sodobnosti.

## Besedilo
| Izvirna Ženevska deklaracija iz leta 1948 | Deklaracija v današnji obliki |
| --- | --- |
| V trenutku, ko stopam v zdravniški poklic, svečano obljubljam, - da bom svoje življenje postavil v službo humanosti; - da bom do svojih učiteljev ohranil vso dolžno hvaležnost in spoštovanje; - da bom svoj poklic opravljal vestno in dostojanstveno; - najpomembnejša mi bo skrb za zdravje in življenje mojega pacienta; - spoštoval bom skrivnosti, ki mi jih je zaupal; - z vsemi svojimi močmi bom ohranjal čast in plemenite tradicije zdravniškega poklica; - moji kolegi mi bodo bratje; - pri izvajanju svoje dolžnosti do bolnika name ne bodo vplivale nobene od naštetih okoliščin: vera, nacionalnost, rasa, strankarsko prepričanje ali razredna pripadnost; - absolutno bom spoštoval človeško življenje, od spočetja naprej, niti pod vplivom grožnje ne bom dopustil, da se izkoristi moje medicinsko znanje v nasprotju z zakoni človečnosti; To obljubljam svečano, svobodno, sklicujoč se na svojo čast. | V trenutku, ko stopam v zdravniški poklic, svečano obljubljam, - da bom svoje življenje postavil v službo humanosti; - da bom do svojih učiteljev ohranil vso dolžno hvaležnost in spoštovanje; - da bom svoj poklic opravljal vestno in dostojanstveno; - najpomembnejša mi bo skrb za zdravje mojega pacienta; - spoštoval bom skrivnosti, ki mi jih je zaupal, tudi po njegovi smrti; - z vsemi svojimi močmi bom ohranjal čast in plemenite tradicije zdravniškega poklica; - moji kolegi mi bodo bratje in sestre; - pri izvajanju svoje dolžnosti do bolnika name ne bodo vplivale nobene od naštetih okoliščin: starost, bolezen, nemoč, vera, etnično poreklo, nacionalnost, spol, politična pripadnost, rasa, seksualna usmerjenost, razredna pripadnost ali katerakoli druga osebna okoliščina; - absolutno bom spoštoval človeško življenje; - niti pod vplivom grožnje ne bom dopustil, da se izkoristi moje medicinsko znanje z namenom kršenja človekovih pravic in svoboščin. To obljubljam svečano, svobodno, sklicujoč se na svojo čast. |

## Kritike
Glede amandmajev k deklaraciji je bilo podanih veliko kritik, češ da »kršijo nedotakljivost človeškega življenja«, saj so, za primer, od najpomembnejših skrbi zdravnika »življenje« izvzeli. Pravtako so zahtevo po spoštovanju človeškega življenja »od spočetja naprej« leta 1984 spremenili v »od začetka naprej«, leta 2005 pa povsem izbrisali. Kritike so tem spremebam pripisale, da so zašle od Hipokratove tradicije in naredile odklon od postnürnberških prizadevanj za spoštovanje človekovega življenja.